# اینگر لیز هیگه
اینگر لیز هیگه (انگلیسی: Inger Lise Hegge؛ زادهٔ ۶ ژانویهٔ ۱۹۶۵) اسکی‌باز صحرانوردی اهل نروژ است.